# Steina
Steina (alt sòrab: Sćenjow) és un municipi alemany que pertany a l'estat de Saxònia. Es troba a uns 30 kilòmetres de Dresden, entre Kamenz i Pulsnitz. Comprèn els districtes de Weißbach, Niedersteina, Obersteina i Neue Dorf.